# وارون گاندی
وارون گاندی (انگلیسی: Varun Gandhi؛ زادهٔ ۱۳ مارس ۱۹۸۰) سیاست‌مدار اهل هند است. او عضو پارلمان لوک سبها است.
وارون فرزند سانجی گاندی و مانکا گاندی است.